# Alfred Svensson (skådespelare)
Kjell Alfred Wiede Svensson, född 10 juni 1991 i Tuna församling i Kalmar län, är en svensk skådespelare och komiker. Han är mest känd för sin roll som Billy Öhman i Leif & Billy.

## Bakgrund
Svensson växte upp i Virum i Vimmerby kommun, där föräldrarna driver en älgpark. Han gick på Tuna skola utanför Vimmerby och började tidigt testa sig fram i filmproduktion genom att göra enkla sketcher med kompisarna, bland annat med Andreas "Dea" Svensson som filmade. Efter estetiska programmet på gymnasiet genomgick han utbildning vid Calle flygares teaterskola.

## Karriär
Under utbildningen på Calle flygare gjorde han några mindre roller i Felix Herngrens produktioner Solsidan och Hundraåringen som klev ut genom fönstret och försvann. 2014 skapade han och klasskamraterna Tom Ljungqvist och Petter Engfors Youtubekanalen Inte Helt Hundra. De fick snart stort genomslag och tiotusentals prenumeranter. Deras parodilåtar fick miljontals spelningar. För extrainkomst arbetade Svensson som klippare på influencerbyrån United screens. På en firmaträff träffade han Klas Eriksson, som just knutits till samma byrå. De båda började arbeta ihop och när Eriksson rekryterades till produktionsbolaget Mag5 följde Svensson med. Där skapade de den nya Youtubekanalen Jokemock! och karaktärerna Leif och Billy föddes under vinjetten Nordic Hillbillies. Kanalen blev snabbt en stor tittarsuccé, men saknade intäkter, varför SVT kontaktades för att köpa upp konceptet. Sedan 2017 har serien sänts i en säsong om året och programmet har återkommande vunnit Kristallen för bästa humor. Via Mag5 producerades också miniserien Brorsor 4ever, som sändes i TV4.
2023 gjorde "Leif och Billy" en scenshow, som fick goda recensioner, och spelperioden förlängdes in på 2024.
Våren 2024 leder Svensson tillsammans med Klas Eriksson programmet Smartare än en femteklassare.

## TV och film
- 2013 – Hundraåringen som klev ut genom fönstret och försvann
- 2017 – Bonusfamiljen (TV-serie)
- 2017–2023 – Leif & Billy (TV-serie)
- 2019 – Brorsor 4ever (TV-serie)
- 2021 – Hallberg (TV-serie)
- 2021 – Folk med ångest (TV-serie)
- 2024 – Smartare än en femteklassare (TV-serie)
- 2024 – Jönssonligan kommer tillbaka